# Heteromastus deductus
Heteromastus deductus är en ringmaskart som beskrevs av Pillai 1961. Heteromastus deductus ingår i släktet Heteromastus och familjen Capitellidae. Inga underarter finns listade i Catalogue of Life.